# Veciye Qaşqa
Veciye Qaşqa (n. 1 iulie 1935, Prîvitne, municipiul Alușta⁠(d), RSFS Rusă, URSS – d. 23 noiembrie 2017, Simferopol, Republica Crimeea, Rusia) a fost o activistă tătară crimeeană, veteran al mișcării tătarilor crimeeni, care a pledat pentru întoarcerea în țara lor a compatrioților deportați.

## Biografie
În timpul deportării tătarilor crimeeni avea zece ani.
S-a alăturat mișcării naționale a tătarilor crimeeni în anii 1950 împreună cu soțul ei, Bekir Veciye, pe când cuplul locuia în Uzbekistan, unde fuseseră deportați. În activismul său, Veciye Qaşqa s-a asociat nu doar cu Mustafa Cemilev⁠(d) și alte figuri tătare crimeene, ci și cu Petro Hrîhorenko⁠(d), Andrei Saharov (care a ajutat-o să se întoarcă în Crimeea) și alți disidenți sovietici.
În 1969 familia sa inclusiv cinci fii și o fiică, s-au mutat în satul Cemrik din raionul Qarasuvbazar, Crimeea. În decembrie 1973, familia a cumpărat în secret o casă în satul Üçköz din același raion. Soțul Bekir a murit în 2012, iar soția sa a rămas să locuiască în Üçköz.

## Deces
În 2017, în timp ce era reținută de forțele de securitate ruse la Simferopol, lui Veciye Qaşqa i s-a făcut rău; a fost preluată de o ambulanță dar a murit în drum spre spital. Autoritățile din Crimeea temporar anexată au indicat cauza morții ca fiind hipertensiune arterială. Procuratura Republicii Autonome Crimeea și a orașului Sevastopol⁠(d), subordonată Ucrainei, consideră că acțiunile serviciilor rusești care au dus la moartea femeii constituie omor.
Serviciile de forță responsabile pentru acest incident au șters toate materialele video relevante. Rudelor și avocatului lui Qaşqa le-a fost refuzată eliberarea rezultatelor examinării medico-legale. La 6 mai 2020, instanța supremă a Republicii Crimeea, subordonată Rusiei, a respins cererea de deschidere a unui dosar penal legat de acest caz.